# پرواز (ترانه آوریل لوین)
«پرواز» (به انگلیسی: Fly) ترانه‌ای از هنرمند اهل کانادا آوریل لوین است. این ترانه در ۱۶ آوریل ۲۰۱۵ برای فرمت دانلود دیجیتال توسط المپیک ویژه منتشر شد. لوین این اثر را به عنوان یک ترانه خیریه برای بنیاد آوریل لوین و برای حمایت از بازی‌های استثنائی جهانی المپیک تابستانی ۲۰۱۵ منتشر کرد. این ترانه توسط لوین، چد کروگر و دیوید هاجز نوشته شده‌است. همچنین تمام درآمد حاصل از این ترانه به کارهای در حال انجام توسط بنیاد آوریل لوین اهدا خواهد شد.